# Diocesi di Fada N'Gourma
La diocesi di Fada N'Gourma (in latino Dioecesis Fada Ngurmaensis) è una sede della Chiesa cattolica in Burkina Faso suffraganea dell'arcidiocesi di Koupéla. Nel 2023 contava 143.950 battezzati su 1.942.805 abitanti. È retta dal vescovo Pierre Claver Malgo.

## Territorio
La diocesi comprende l'intera Regione dell'Est in Burkina Faso.
Sede vescovile è la città di Fada N'Gourma, dove si trova la cattedrale di San Giuseppe.
Il territorio è suddiviso in 16 parrocchie.

## Storia
La prefettura apostolica di Fada N'Gourma fu eretta il 12 febbraio 1959 con la bolla Quamquam cotidie di papa Giovanni XXIII, ricavandone il territorio dalla prefettura apostolica di Niamey (oggi arcidiocesi).
Il 16 giugno 1964 la prefettura apostolica è stata elevata a diocesi con la bolla Quod sanctissimum di papa Paolo VI.
Il 20 novembre 2004 ha ceduto una porzione del suo territorio a vantaggio dell'erezione della diocesi di Dori.
L'11 febbraio 2012 ha ceduto la parrocchia di Salembaoré a vantaggio dell'erezione della diocesi di Tenkodogo.

## Cronotassi dei vescovi
Si omettono i periodi di sede vacante non superiori ai 2 anni o non storicamente accertati.
- Alphonse Chantoux, C.SS.R. † (29 maggio 1959 - 16 giugno 1964 dimesso)
- Marcel Chauvin, C.SS.R. † (16 giugno 1964 - 15 giugno 1979 dimesso)
- Jean-Marie Untaani Compaoré † (15 giugno 1979 - 10 giugno 1995 nominato arcivescovo di Ouagadougou)
- Paul Yembuado Ouédraogo (24 gennaio 1997 - 13 novembre 2010 nominato arcivescovo di Bobo-Dioulasso)
- Pierre Claver Malgo, dall'11 febbraio 2012

## Statistiche
La diocesi nel 2023 su una popolazione di 1.942.805 persone contava 143.950 battezzati, corrispondenti al 7,4% del totale.
| anno | popolazione | popolazione | popolazione | presbiteri | presbiteri | presbiteri | presbiteri                | diaconi | religiosi | religiosi | parrocchie |
| anno | battezzati  | totale      | %           | numero     | secolari   | regolari   | battezzati per presbitero | diaconi | uomini    | donne     | parrocchie |
| ---- | ----------- | ----------- | ----------- | ---------- | ---------- | ---------- | ------------------------- | ------- | --------- | --------- | ---------- |
| 1970 | 7.558       | 423.300     | 1,8         | 21         |            | 21         | 359                       |         | 25        | 51        | 9          |
| 1980 | 12.025      | 545.414     | 2,2         | 22         | 5          | 17         | 546                       |         | 23        | 46        | 12         |
| 1990 | 25.237      | 1.124.954   | 2,2         | 26         | 8          | 18         | 970                       |         | 27        | 63        | 12         |
| 1999 | 43.000      | 1.429.170   | 3,0         | 32         | 15         | 17         | 1.343                     |         | 26        | 77        | 13         |
| 2000 | 47.287      | 1.472.045   | 3,2         | 39         | 22         | 17         | 1.212                     |         | 29        | 91        | 13         |
| 2001 | 48.710      | 1.516.000   | 3,2         | 34         | 19         | 15         | 1.432                     |         | 27        | 92        | 13         |
| 2002 | 52.730      | 1.590.759   | 3,3         | 40         | 25         | 15         | 1.318                     |         | 27        | 92        | 13         |
| 2003 | 52.730      | 1.590.579   | 3,3         | 39         | 24         | 15         | 1.352                     |         | 27        | 92        | 14         |
| 2004 | 52.730      | 1.590.579   | 3,3         | 41         | 29         | 12         | 1.286                     |         | 24        | 92        | 14         |
| 2006 | 50.969      | 1.161.000   | 4,4         | 44         | 37         | 7          | 1.158                     |         | 22        | 90        | 11         |
| 2013 | 97.016      | 1.263.065   | 7,7         | 50         | 38         | 12         | 1.940                     |         | 28        | 88        | 12         |
| 2016 | 107.141     | 1.512.000   | 7,1         | 50         | 38         | 12         | 2.142                     |         | 17        | 89        | 14         |
| 2019 | 123.825     | 1.663.440   | 7,4         | 49         | 39         | 10         | 2.527                     |         | 21        | 94        | 15         |
| 2021 | 131.480     | 1.767.500   | 7,4         | 51         | 40         | 11         | 2.578                     |         | 22        | 85        | 16         |
| 2023 | 143.950     | 1.942.805   | 7,4         | 50         | 41         | 9          | 2.879                     |         | 12        | 77        | 16         |